# Головино (деревня, Можайский городской округ)
Головино — деревня в Можайском районе Московской области в составе сельского поселения Бородинское. Численность постоянного населения по Всероссийской переписи 2010 года — 10 человек, в деревне числится 1 садовое товарищество. До 2006 года Головино входило в состав Бородинского сельского округа.
Деревня расположена в западной части района, примерно в 20 км к северо-западу от Можайска, на левом берегу реки Горнешня (левый приток Колочи), южнее Можайского шоссе (автодорога 46К-1011), высота центра над уровнем моря 215 м. Ближайшие населённые пункты — примыкающий на юге посёлок станции Колочь и посёлок Учхоза «Александрово» в 1 км на восток.